# Region Stołeczny (Dania)
Region Stołeczny (duń. Hovedstaden) – jeden z pięciu duńskich regionów administracyjnych utworzonych 1 stycznia 2007 na mocy reformy administracyjnej. W jego skład weszły dotychczasowe okręgi Kopenhaga i Frederiksborg Amt, a także gminy wydzielone Kopenhaga, Frederiksberg i Bornholm. 
Powierzchnia regionu wynosi 2 561 km², zaś ludność ok. 1,64 mln mieszkańców (2007). Największym miastem jest Kopenhaga, jednak władze regionu rezydują w Hillerød.
Region dzieli się na 29 gmin.
| - Gmina Albertslund - Gmina Allerød - Gmina Ballerup - Gmina regionalna Bornholm - Gmina Brøndby - Gmina Dragør - Gmina Egedal - Gmina Fredensborg - Gmina Frederiksberg - Gmina Frederikssund - Gmina Furesø - Gmina Gentofte - Gmina Gladsaxe - Gmina Glostrup - Gmina Gribskov - Gmina Halsnæs - Gmina Helsingør - Gmina Herlev - Gmina Hillerød - Gmina Hvidovre - Gmina Høje-Taastrup - Gmina Hørsholm - Gmina Ishøj - Gmina Kopenhaga - Gmina Lyngby-Taarbæk - Gmina Rudersdal - Gmina Rødovre - Gmina Tårnby - Gmina Vallensbæk |